# Joachim Garcaeus
Joachim Garcaeus (* 5. Oktober 1567 in Brandenburg an der Havel; † 2. Juni 1633 ebenda) war ein deutscher lutherischer Theologe und Geistlicher.

## Leben
Garcaeus war Sohn des Superintendenten von Brandenburg Johannes Garcaeus der Jüngere und Enkel von Johannes Garcaeus der Ältere. Er besuchte die Gymnasien in Brandenburg und Braunschweig. Anschließend studierte er an den Universitäten von Helmstedt, Wittenberg sowie an der Brandenburgischen Universität Frankfurt. Dort erlangte er 1587 den philosophischen Magistergrad. Ein begonnenes Medizinstudium schloss er nicht ab. Stattdessen wurde er 1591 Professor des Griechischen an der Frankfurter Universität. Am 8. November 1593 erfolgte schließlich seine Promotion zum Doktor der Theologie.
Garcaeus kam 1594 als Oberpfarrer nach Sagan, bevor er einen am 13. Dezember 1597 erteilten Ruf nach Sorau annahm. Dort wirkte er als Superintendent und Oberpfarrer. Zugleich wurde er Hofprediger des Seyfried Freiherr von Promnitz des Jüngeren. Kurfürst Johann Sigismund von Brandenburg bot ihm 1612 erneut eine Professur in Frankfurt an. Diese Stelle realisierte sich für Garcaeus allerdings nicht. Stattdessen kam er 1618 als Superintendent und Oberpfarrer an die St. Katharinen-Kirche in die Neustadt Brandenburg. Hier wirkte er bis zu seinem Tod.
Garcaeus verfügte über ein gutes Wissen zu den Kirchenvätern und sehr gute Kenntnisse in der Hebräischen Sprache. Letztere wurden ihm anlässlich eines Streitgesprächs mit dem römisch-katholischen Bischof Melchior Khlesl anlässlich eines Besuchs Kaisers Matthias in Sorau attestiert. Er war in mehrere Konflikte wegen religiösen Fragen verwickelt. Seine große Bibliothek soll noch mindestens bis in das 18. Jahrhundert in Brandenburg bestanden haben.
Andreas Heinrich Bucholtz und Christoph Joachim Bucholtz waren seine Stiefenkel.

## Werke (Auswahl)
- De Felicitate practica, quam humana monstravit ratio, Peripateticorum adamavit natio, multarum illustravit sententiarum collatio, & quarta sibi vendicavit, disputatio, Eichorn, Frankfurt (Oder) 1593.
- Automati, sive horologii promnitiani celebris, in inclyta soravia, brevissima descriptio, vel potis simplicissima delineatio, Hartmann, Frankfurt (Oder) 1605.
- Signum Magnum: Das große Zeichen des Schwangern und gebärenden Weibes, Zipser, Bautzen 1612.